# Eusébio
Eusébio da Silva Ferreira (Tiếng Bồ Đào Nha ở châu Âu: [ewˈzɛβju ðɐ ˈsiɫvɐ fɨˈʁɐjɾɐ]; 25 tháng 1 năm 1942 - 5 tháng 1 năm 2014) là một cầu thủ bóng đá người Bồ Đào Nha chơi ở vị trí tiền đạo. Ông được coi là một trong những cầu thủ vĩ đại nhất mọi thời đại   và Benfica  . Trong sự nghiệp thi đấu chuyên nghiệp của mình, ông đã ghi được 733 bàn thắng sau 745 trận đấu. Có biệt danh là Báo đen,Ngọc trai đen  hay o Rei  (Vua), ông được biết đến với tốc độ, kỹ thuật và cú sút chân phải hung dữ, khiến ông trở thành một cầu thủ ghi nhiều bàn thắng.
Eusébio đã giúp Bồ Đào Nha đạt vị trí thứ ba tại FIFA World Cup 1966, là tay săn bàn hàng đầu của giải đấu với chín bàn thắng. Ông giành Ballon d'Or năm 1965 và á quân vào các năm 1962 và 1966. Ông là cầu thủ ghi nhiều bàn nhất mọi thời đại của Benfica với 473 bàn thắng sau 440 trận thi đấu. Ở đó, những danh hiệu của ông bao gồm 11 chức vô địch Primeira Liga và một cúp châu Âu, cũng là một phần không thể thiếu trong việc lọt vào các trận chung kết cúp châu Âu bổ sung vào các năm 1963, 1965 và 1968. Ông là cầu thủ ghi bàn nhiều thứ hai, sau Alfredo Di Stéfano, trong kỷ nguyên trước Champions League. của cúp châu Âu với 48 bàn thắng. Ông là vua phá lưới Cúp C1 Châu Âu vào các năm 1964–65, 1965–66 và 1967–68. Ông cũng giành được Bola de Prata cho danh hiệu Vua phá lưới Primeira Liga với kỷ lục bảy lần. Ông là cầu thủ đầu tiên từng giành được Chiếc giày vàng châu Âu, vào năm 1968, một chiến tích mà ông đã lặp lại vào năm 1973.

Từ khi giải nghệ cho đến khi qua đời, Eusébio là đại sứ của bóng đá và là một trong những gương mặt dễ nhận biết nhất trong thế hệ của ông. Tên của ông thường xuyên xuất hiện trong danh sách cầu thủ xuất sắc nhất mọi thời đại và các cuộc bình chọn của các nhà phê bình và người hâm mộ bóng đá. Ông được bầu là cầu thủ xuất sắc thứ chín của thế kỷ 20 trong cuộc bình chọn của IFFHS và cầu thủ xuất sắc thứ mười của thế kỷ 20 trong cuộc bình chọn của tạp chí World Soccer. Pelé đã gọi Eusébio là một trong 125 cầu thủ bóng đá sống xuất sắc nhất trong danh sách FIFA 100 vào năm 2004 . Ông đứng thứ bảy trong cuộc bình chọn trực tuyến cho Cuộc thăm dò ý kiến vàng của UEFA. Vào tháng 11 năm 2003, để kỷ niệm Năm Thánh của UEFA, anh đã được Liên đoàn bóng đá Bồ Đào Nha chọn là Cầu thủ vàng của Bồ Đào Nha với tư cách là cầu thủ xuất sắc nhất của họ trong 50 năm qua. Không lâu sau cái chết của Eusébio, Di Stéfano tuyên bố: "Đối với tôi, Eusébio sẽ luôn là cầu thủ xuất sắc nhất mọi thời đại". 

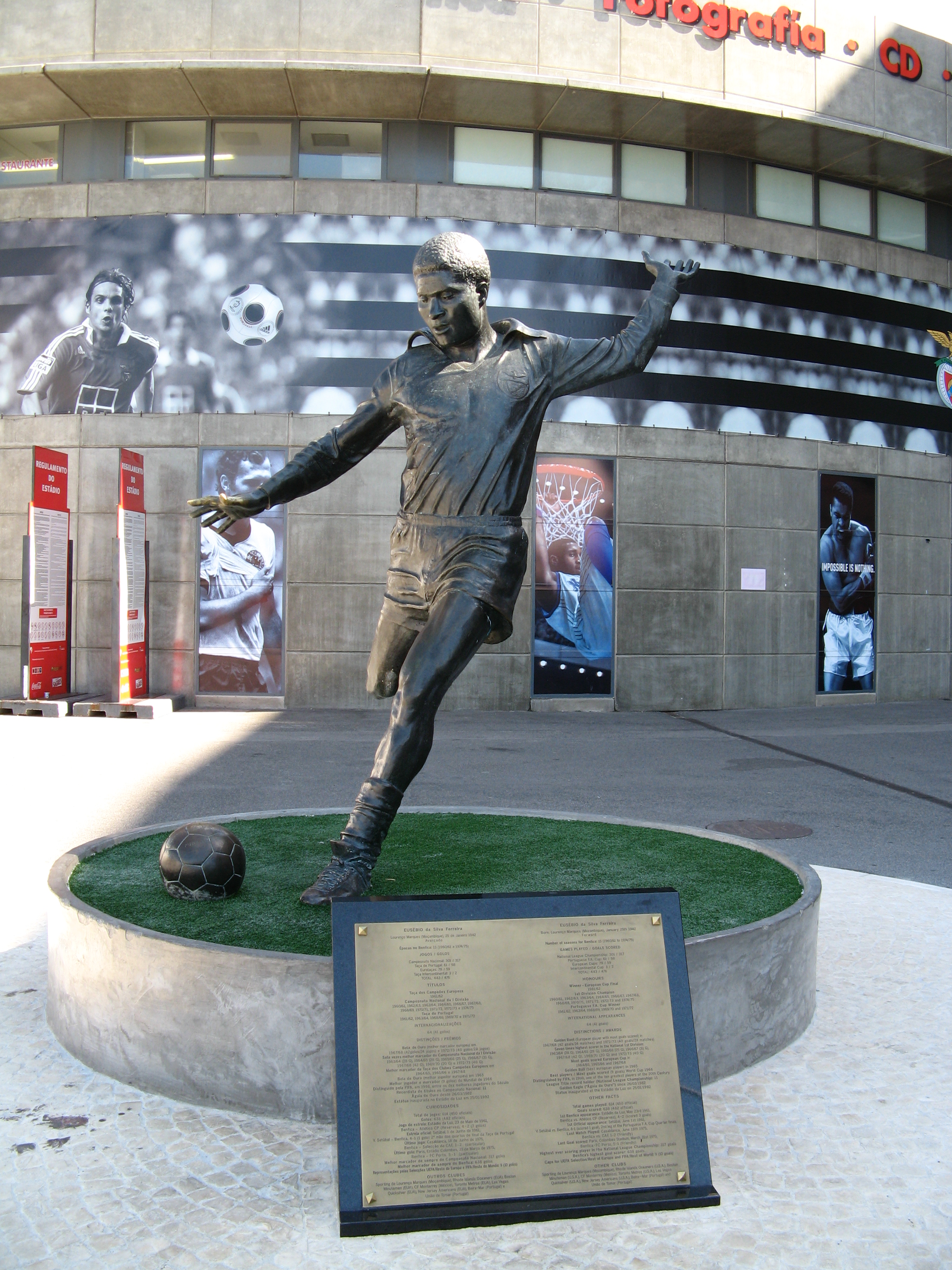
Tượng Eusébio bên ngoài sân vận động Benfica, Sân vận động Ánh sáng ở Lisboa, Portugal.

## Tiểu Sử

### Thanh niên Mozambique đến Bồ Đào Nha.
Eusébio lớn lên ở Mozambique, khi đó là thuộc địa của Bồ Đào Nha , nơi anh sinh ra, trong một gia đình mà ông là con thứ tư. Cha anh, Laurindo António da Silva Ferreira, một công nhân đường sắt , đến từ một gia đình định cư Bồ Đào Nha được thành lập ở Malanje, Angola, trong khi mẹ anh, Elisa Anissabeni, là người Mozambique.
Ông được mẹ nuôi dưỡng sau khi bố ông qua đời vì bệnh uốn ván khi anh 8 tuổi. Ông bắt đầu chơi bóng ở tuổi mười lăm trong một câu lạc bộ, SC Lourenço Marques. Rất nhanh chóng, ông được phát hiện bởi các sứ giả từ câu lạc bộ Bồ Đào Nha đặc biệt là SL Benfica, trong khi câu lạc bộ của Eusébio được tài trợ bởi một đối thủ của câu lạc bộ Bồ Đào Nha: Sporting CP. Do đó, ông đã hạ cánh ở Bồ Đào Nha vào ngày 16 tháng 12 năm 1960, ở tuổi 18, dưới sự giám sát chặt chẽ do các nhà lãnh đạo của SL Benfica lo ngại rằng đối thủ của họ từ Sporting CP sẽ tiếp quản cầu thủ. Giá chuyển nhượng ước tính khoảng 7.500 bảng.

#### Khởi đầu (1961)
Eusébio chơi trận đầu tiên với câu lạc bộ SL Benfica, sau đó được huấn luyện bởi Béla Guttmann vào ngày 23 tháng 5 năm 1961 và ghi một cú hat-trick. Ông đã giành được danh hiệu Bồ Đào Nha đầu tiên của mình . Hai tháng sau, câu lạc bộ của ông, đội vừa vô địch Cúp C1 châu Âu năm 1961 trước FC Barcelona (3-2) (ông không tham dự trận chung kết này), đối đầu với Santos FC của Pelé . Ông bắt đầu trận đấu trên băng ghế dự bị và vào sân khi đội của ông đang bị dẫn trước 5-0. Cuối cùng, anh ấy đã ghi ba bàn thắng trong nửa phút nhưng điều đó không cho phép đội của ông giành chiến thắng (tỷ số chung cuộc: 3-6). Cùng năm đó, ông đến Intercontinental Cup chống lại câu lạc bộ Uruguay 's CA Peñarol. Mặc dù mục tiêu của họ là chức vô địch thế nhưng SL Benfica thua 1-2. Tác giả của những màn trình diễn hay, ông đã được gọi vào đội tuyển Bồ Đào Nha và có những bước đi đầu tiên trong màu áo của đội tuyển vào ngày 19 tháng 10 năm 1961 gặp Luxembourg (thua 2-4). Năm đó, ông được đề cử lần đầu tiên cho danh hiệu Quả bóng vàng Châu Âu và được xếp hạng thứ 35 .

#### Vô địch châu Âu và hạng ba World Cup (1962-1966)
Sau tiết lộ năm 1961 này, ông khẳng định vị thế của mình như một cầu thủ vĩ đại bằng cách trở thành người nắm giữ câu lạc bộ SL Benfica. Câu lạc bộ giữ danh hiệu UEFA Champions League trước Real Madrid của Ferenc Puskás (5-3), trận chung kết đó Eusébio ghi được hai bàn thắng. Tuy nhiên, SL Benfica bị mất danh hiệu của Bồ Đào Nha vào tay Sporting CP.. Mặt khác, ông đã thêm chiếc Cúp Bồ Đào Nha vào kỷ lục của mình . Chiến thắng tại Cúp C1 Châu Âu đưa họ vào Cúp Liên lục địa một lần nữa, lần này là trước Santos FC, nhưng SL Benfica đã để thua hai trận đối đầu bao gồm trận lượt về ở Lisbon với tỷ số đậm 5-2 (nơi Pelé lập hat-trick và Eusébio ghi bàn). Vào cuối năm đó, dù Bồ Đào Nha không thi đấu ở World Cup 1962, Eusébio vẫn cán đích ở vị trí thứ 2 ở giải Quả bóng vàng châu Âu sau Josef Masopust, người Tiệp Khắc.
Năm 1963, SL Benfica tham dự UEFA Champions League với là nhà đương kim vô địch và lọt vào trận chung kết lần thứ ba liên tiếp, nhưng để thua trận chung kết tại sân Wembley trước AC Milan với tỷ số 1-2 dù đã mở màn. Eusébio ghi 1 bàn tuy nhiên, việc mất cúp châu lục này được giảm nhẹ nhờ danh hiệu vô địch của Bồ Đào Nha. Bảng phân loại Quả bóng vàng, Eusébio nằm ở vị trí thứ 5. Năm 1964, câu lạc bộ Benfica bị loại rất sớm từ Cúp C1 Châu Âu ở vòng 16 đội bởi nước Đức từ Borussia Dortmund (2-1, 0-5)  , có kết quả là biến chức vô địch thành mục tiêu duy nhất của họ mà anh ấy cố gắng hoàn thành bằng cách giành nó và nơi Eusébio giành danh hiệu vua phá lưới với 28 bàn thắng ghi được , SL Benfica thậm chí còn đạt được cú đúp khi vô địch Cúp quốc gia Bồ Đào Nha. Vào cuối năm, ông lại rất gần để giành Quả bóng vàng.
Năm 1965 , SL Benfica làm khách trước Real Madrid ở tứ kết Cúp C1 châu Âu (5-1, 1-2) và gặp Győri ETO Vasas của Hungary ở bán kết (1-0, 4-0). Trong trận chung kết, họ phải đối mặt với nhà đương kim vô địch Inter Milan và để thua với tỷ số 1-0. Tuy nhiên, Eusébio đã giành được danh hiệu vua phá lưới với chín bàn thắng  . Trên bình diện quốc gia, SL Benfica giữ được  danh hiệu vô địch và Eusébio danh hiệu Vua phá lưới (28 bàn)   . Đồng thời, ông cho phép đội tuyển quốc gia của mình vượt qua vòng loại World Cup đầu tiên diễn ra vào năm 1966 tại Anh, sau một giai đoạn vòng loại, ông ghi sáu trong số chín bàn thắng ghi được, giúp đội của Eusébio vượt qua Tiệp Khắc và lọt vào vòng chung kết của World Cup trước Romania và Thổ Nhĩ Kỳ . Nhờ những màn trình diễn cá nhân, câu lạc bộ cuối cùng ông đã giành được danh hiệu Quả bóng vàng, đánh bại Giacinto Facchetti người Ý và cầu thủ người Tây Ban Nha Luis Suárez.
Năm 1966 , dù có danh hiệu Vua phá lưới lần thứ 3 (25 bàn), SL Benfica đã không giành được chức vô địch, bị đối thủ Lisbon là Sporting CP đánh bạI. Ở cúp châu Âu, họ đã bị loại ở tứ kết bởi Manchester United (2-3, 1-5). Sau đó là World Cup 1966, nơi Bồ Đào Nha là ứng cử viên vô địch và Eusébio được kỳ vọng sẽ tỏa sáng, đặc biệt là trong cuộc đụng độ ở vòng đầu tiên với Brazil (người giành cú đúp danh hiệu nhờ vô địch hai giải trước đó là 1958 và 1962). Sau đó ông ấy thường được so sánh với Pelé. Sau trận đấu đầu tiên với Hungary, họ thắng 3-1, sau đó là chiến thắng thứ hai trước Bulgaria 3-0 (bàn thắng của Eusébio), Bồ Đào Nha đối mặt với Brazil, nhưng đối thủ của ông là Pelé đã thất bại, sau đó đã bị bị tấn công bởi hàng phòng ngự đối phương kể từ đầu giải và João Morais người Bồ Đào Nha đã kết thúc giải đấu của Pelé bằng cách làm anh ta bị thương, anh ta rời sân trên cáng và nhìn đồng đội của mình từ khán đài bị Bồ Đào Nha đánh bại 3-1 với một cú đúp từ Eusébio. Bồ Đào Nha đứng đầu bảng và giành quyền vào tứ kết. Trong một trận đấu ở Liverpool, các đối tác của Eusébio phản đối sự bất ngờ của giải đấu, người đã loại Ý ở vòng đầu tiên. Bên cạnh đó, Triều Tiên cũng suýt loại Bồ Đào Nha khi dẫn trước ở phút thứ 24 với tỷ số 3-0 trước Bồ Đào Nha. Cuối cùng nhờ cú đúp của Eusébio mà họ mới trở lại cuộc chơi. Bồ Đào Nha cuối cùng bị dẫn 3-2 sau giờ nghỉ giải lao. Trong hiệp thứ hai, Bồ Đào Nha áp đặt thế trận, Eusébio, người đã chơi với hàng thủ đối phương, ghi hai bàn thắng, sau đó đồng đội của ông là José Augusto hoàn thành bàn mở tỷ số (tỷ số chung cuộc: 5-3), giúp Bồ Đào Nha thoát khỏi bẫy này. và đủ điều kiện cho vòng bán kết. Sau đó, họ phải đối mặt với nước chủ nhà Anh tại Wembley, người Bồ Đào Nha thất bại trước đối thủ và bị đánh bại 2-1 nhờ cú đúp của Bobby Charlton trong khi Eusébio chỉ ghi được một bàn thắng. Cuối cùng Bồ Đào Nha cán đích ở vị trí thứ ba tại giải đấu này nhờ chiến thắng chung cuộc (2-1) trong trận đấu phân hạng với Liên Xô , Eusébio sau đó ghi bàn thắng thứ chín của giải đấu và danh hiệu vua phá lưới. Sáng thứ hai ngày 5 tháng 12 năm 1966, ông sử dụng bể sục với sáu cầu thủ khác của Benfica, bao gồm giám đốc điều hành Graça, Santana, Cavém nhưng cũng có các cầu thủ trẻ Malta da Silva và Carmo Pais. Sau 30 phút trong bồn tắm, thiết bị điện chạy qua trong khi các cầu thủ vẫn ở trong bồn tắm nước nóng. Graça, một thợ điện sau khi được đào tạo, thậm chí bị co giật, cố gắng thoát ra khỏi bể sục và cắt điện. Trong sự cố, Eusébio, giống như tất cả các đồng đội của mình, bị bỏng nghiêm trọng, nhưng Luciano, cầu thủ duy nhất chìm trong nước hoàn toàn, đã chết vì điện giật ở đòn.
Sau sự cố khủng khiếp này, anh ấy đã về nhì danh hiệu Quả bóng vàng chỉ sau Bobby Charlton.

Eusébio tại Benfica.

#### Trận chung kết châu Âu mới và chiếc giày Vàng châu Âu (1967-1968)
Sau màn trình diễn ở World Cup, ông tiếp tục tái hiện màn trình diễn tốt ở câu lạc bộ. Năm 1967 , mặc dù bị loại một cách khó hiểu ở Cúp các thành phố công bằng châu Âu ở vòng 16 trước Lokomotive Leipzig (1-3, 2-1)  , SL Benfica đã giành chức vô địch trước Académica de Coimbra  trong khi Eusébio nhận danh hiệu Vua phá lưới giải vô địch (31 bàn)  . Vào cuối mùa giải này, ông xếp thứ 5 cho danh hiệu Quả bóng vàng.
Năm 1968, ông lần đầu nhận giải thưởng Chiếc giày vàng châu Âu khi ghi được 42 bàn thắng trong giải đấu (danh hiệu dành cho Vua phá lưới ở một giải vô địch Châu Âu), ông vẫn giữ được danh hiệu vô địch với câu lạc bộ của mình  . Tại cúp châu Âu, SL Benfica một lần nữa lọt vào trận chung kết sau khi loại  AS Saint-Étienne (2-0, 0-1), Vasas SC (0-0, 3-0) rồi Juventus FC ở bán kết (2-1) (1-0), trong trận chung kết Benfica gặp Manchester United. Sau một số bàn thắng giống hệt nhau vào cuối thời gian quy định (1-1), người Anh ghi thêm ba bàn thắng mới trong hiệp phụ và giành cúp vô địch (4-1). Mặc dù Eusébio không ghi bàn, nhưng ông vẫn giành danh hiệu Vua phá lưới của giải đấu . Sau đó, ông đứng vị trí thứ 8 trong Quả bóng vàng, thứ hạng tệ nhất của ông kể từ năm 1961.

#### Những năm cuối cùng ở Benfica (1969-1973)
Năm 1969 , SL Benfica giữ được danh hiệu vô địch  và thậm chí còn đạt được cú đúp danh hiệu vô địch Cúp quốc gia Bồ Đào Nha , trong khi đó Eusébio không giành được danh hiệu vua phá lưới trong giải vô địch lần đầu tiên kể từ năm 1963 . Tại cúp châu Âu, câu lạc bộ Benfica đã thua trong trận tứ kết trước Ajax Amsterdam của Johan Cruyff (1-3, 3-1 rồi trận đấu kết thúc 0-3 sau hiệp phụ), đội lọt vào chung kết trong tương lai . Cuối cùng, ở vòng loại World Cup , Eusébio và đội tuyển hoàn toàn vượt qua, xếp cuối cùng trong nhóm của sau Romania, Hy Lạp và Thụy Sĩ và bị loại khỏi World Cup tiếp theo . Trên bảng xếp hạng Ballon d'Or , Eusébio thậm chí còn không có nổi điểm .
Năm 1970 , Sporting CP đánh bại SL Benfica trong chức vô địch, điều này không ngăn cản Eusébio giành danh hiệu vua phá lưới giải vô địch ( 20 bàn)   , nhưng họ vẫn giữ được chiếc cúp vô địch Bồ Đào Nha. Ở Cúp C1 châu Âu, họ nhanh chóng bị loại ngay tại vòng 16 bởi Celtic Glasgow , nơi Eusébio ghi một bàn thắng (3-0, 0-3, hòa hoặc thua)  . Ông kết thúc năm ở vị trí thứ 22 trong Quả bóng vàng   . Năm 1971, Eusébio giành chức vô địch Bồ Đào Nha thứ tám của mình với Benfica mà không đạt được danh hiệu vua phá lưới, mặt khác họ bỏ lỡ các cuộc đối đầu châu Âu của họ ở Cúp các đội giành cúp châu Âu với người Đông Đức của FC Vorwärts Berlin (2-0, 0- 2, tab3-5) trong vòng 16   . Năm 1972 , Eusébio có thêm danh hiệu vô địch mới , cũng như danh hiệu vô địch Bồ Đào Nha . Tại cúp châu Âu, SL Benfica đang tiến rất gần đến trận chung kết mới, sau những trận thắng đậm trước CSKA Sofia (2-1, 0-0) rồi Feyenoord Rotterdam.(0-1, 5-1), họ gặp Ajax Amsterdam ở bán kết nhưng lại bị loại (0-1, 0-0), Eusébio chỉ ghi một bàn trong chiến dịch vòng  châu Âu này . Ông kết thúc ở vị trí thứ 15 trong Quả bóng vàng . 
Năm 1973 , Eusébio giúp SL Benfica một lần nữa giữ được danh hiệu vô địch  nhờ ghi được 40 bàn thắng  , đồng thời giành Chiếc giày vàng châu Âu lần thứ hai . Tuy nhiên, mùa giải này đã bị hủy hoại bởi trận đấu bị loại sớm ở cúp châu Âu trước đội bóng Anh là Derby County ở vòng 16 (0-3, 0-0)  . Với Bồ Đào Nha, ông lần thứ hai không thể vượt qua vòng loại World Cup 1974 , trước Bulgaria . Ông chơi trận đấu cuối cùng của Bồ Đào Nha vào ngày 19 tháng 10 năm 1973 gặp Bulgaria (2-2). Vì vậy, ông có 64 trận đấu và ghi được 41 bàn thắng trong giai đoạn (1961-1973), trở thành cầu thủ ghi bàn hàng đầu của Bồ Đào Nha cho đến khi Pauleta đánh bại ba mươi năm sau. Cuối năm, Eusébio cán đích ở vị trí thứ 7 của Quả bóng vàng  . Năm 1974 , Benfica mất chức vô địch và bị loại khỏi Cúp C1 châu Âu dù Eusébio có bàn thắng vào lưới thủ môn Ujpesti Dozsa (1-1, 0-2)   . Ông chơi mùa giải cuối cùng vào năm 1975 tại Benfica sau mười lăm năm gắn bó với câu lạc bộ này. Đối với mùa giải cuối cùng này, ông chỉ thêm một danh hiệu vô địch , vì ở Cúp C1 , SL Benfica bị loại ở tứ kết bởi PSV Eindhoven (1-2, 1-2) .

#### Đến Bắc Mỹ và giai đoạn cuối sự nghiệp (1975-1979)
Sau thời kỳ thịnh vượng của mình tại SL Benfica , Eusébio để lại tài năng của mình ở lục địa Bắc Mỹ , mặc dù có thời gian ngắn ở hai câu lạc bộ bóng đá hạng hai của Bồ Đào Nha là SC Beira-Mar ( 1976 - 77 ) và União de Tomar ( 1977) - 78 ).
Do đó, ông chuyển đến American Soccer League và North American Soccer League để chơi ở năm câu lạc bộ từ năm 1975 đến 1977  : với Rhode Island Oceaneers ( 1975 ), Boston Minutemen ( 1975 ), Metros-Toronto Croatia ( 1976 ), Las Vegas Quicksilvers ( 1977 ) và Người Mỹ ở New Jersey ( 1978 ).
Năm 1976, Eusébio đã giành chức vô địch NASL với Metros-Croatia ở Toronto bằng cách ghi bàn thắng quyết định tại Soccer Bowl 48  và cũng có một trận đấu ở Mexico cùng năm, tại CF Monterrey, người mà ông đã giành chức vô địch Mexico .
Ông kết thúc sự nghiệp của mình vào năm 1979 ở tuổi 37.

#### Sau giải nghệ và qua đời

Pelé (trái), Trever Hockey (giữa) và Eusébio (phải) trong trận đấu giữa New York Cosmos và Las Vegas Quicksilvers tại Nevada năm 1977.

Sau đó ông trở thành đại sứ của SL Benfica. Trong giải vô địch châu Âu năm 2012 , ông bị đột quỵ vào ngày 24 tháng 6 năm 2012  . Nhập viện ở Ba Lan và sau đó ở Lisbon , anh rời bệnh viện, ba tuần sau, vào ngày 11 tháng 7 năm 2012 .
Ông qua đời ở Lisbon vào ngày Ngày 5 tháng 1 năm 2014 do ngừng tim-hô hấp . Ba ngày quốc tang sau đó đã được chính phủ Bồ Đào Nha ra sắc lệnh  . Ông được chôn cất tại nghĩa trang Lumiar, ở ngoại ô phía bắc thủ đô  .
Ngày 5 tháng 1 năm 2015, một năm sau khi ông qua đời, con đường chính dẫn đến Sân vận động Ánh sáng được đổi tên thành Avenida Eusébio da Silva Ferreira để vinh danh ông, đặt tên cho sân vận động.
Sau cuộc bỏ phiếu thuận lợi của Quốc hội Bồ Đào Nha cho phép chuyển hài cốt của ông đến Điện Pantheon Quốc gia ở Lisbon , Eusébio do đó đã gia nhập vào Ngày 3 tháng 7 năm 2015. Trong đợt chuyển nhượng này, một buổi lễ lớn đã diễn ra tại thủ đô của Bồ Đào Nha, nơi những người còn lại của những vinh quang trước đây của bóng đá Bồ Đào Nha đã có thể thực hiện một chặng đường dài 20 km trên đường phố Lisbon để tỏ lòng tưởng nhớ anh ấy. Buổi lễ chính thức này diễn ra với sự chứng kiến của những nhân vật cao nhất của Nhà nước và của bóng đá Bồ Đào Nha.

## Chuyện bên lề
- Euso suýt nữa thì đã sang đá ở Brasil cho São Paulo. José Carlos Bauer, một cầu thủ từng chơi ở World Cup 1950 và World Cup 1950 cho Brasil, phát hiện ra ông ở Mozambique cuối thập niên 1950. Bauer giới thiệu Eusébio với São Paulo (câu lạc bộ cũ của Bauer), nhưng câu lạc bộ này không hứng thú. Do đó, Bauer giới thiệu Eusébio với Benfica.
- Tên của Euzebiusz Smolarek, một cầu thủ bóng đá người Ba Lan, là cách phiên âm Eusébio trong tiếng Ba Lan.
- Có chuyện rằng Eusébio thuận chân phải là kết quả của việc tìm thấy một chiếc giày bóng đá chân phải khi còn trẻ con. Sau khi tìm thấy chiếc giày này thì Eusébio chơi bóng một chân giày còn một chân đất.

## Danh hiệu

### Đội tuyển quốc gia
- World Cup: Hạng 3 1966

### Câu lạc bộ
- Lourenço Marques
  - Vô địch Mozambique: 1960
- Benfica
  - Vô địch Bồ Đào Nha: 1961, 1963, 1964, 1965, 1967, 1968, 1969, 1971, 1972, 1973, 1975
  - Cúp bóng đá Bồ Đào Nha: 1962, 1964, 1969, 1970, 1972
  - Cúp C1 châu Âu: 1961, 1962

### Cá nhân
- Quả bóng vàng châu Âu: 1965
- Chiếc giày vàng châu Âu: 1968, 1973
- Vua phá lưới World Cup 1966: 9 bàn
- Vua phá lưới Cúp bóng đá châu Âu: 1965, 1966, 1968
- Vua phá lưới Giải vô địch bóng đá Bồ Đào Nha: 1962, 1965, 1966, 1968, 1970, 1973
- Cầu thủ xuất sắc nhất Bồ Đào Nha: 1970, 1973